# فرانك بينتون
فرانك بينتون (بالإنجليزية: Frank Benton)‏ هو نحال وعالم حشرات أمريكي، ولد في 5 يوليو 1852، وتوفي في 28 فبراير 1919.